# Вершешть (Бакеу)
Вершешть, Вершешті (рум. Verșești) — село у повіті Бакеу в Румунії. Входить до складу комуни Сендулень.
Село розташоване на відстані 228 км на північ від Бухареста, 22 км на південний захід від Бакеу, 104 км на південний захід від Ясс, 121 км на північний схід від Брашова.

## Населення
За даними перепису населення 2002 року у селі проживали 880 осіб, усі — румуни. Усі жителі села рідною мовою назвали румунську.